# Lega corsa di calcio
La Lega corsa di calcio (in francese Ligue corse de football, in corso Lega corsa di ballò) è un campionato regionale di calcio francese. È stata fondata nel 1922 ed è membro della Federazione calcistica della Francia.

## La Division d'Honneur

### I 14 clubs della Division d'Honneur (stagione 2009-2010)
| FA Afa     | Gazélec Ajaccio (2) | FC Bastelicaccia   | CA Bastia (2)     | EF Bastia        | JS Bonifacio | Borgo FC |
| Casinca AS | Costa Verde AS      | Nebbiu Conca d'Oru | ASC Pieve Di Lota | AS Porto Vecchio | CA Propriano | Sud FC   |

## Palmarès della Division D'Honeur
- 1920  Ajaccio (1)
- 1921  Ajaccio (2)
- 1922  Bastia (1)
- 1923  CA Bastia (1)
- 1924  CA Bastia (2)
- 1925  CA Bastia (3)
- 1926  CA Bastia (4)
- 1927  Bastia (2)
- 1928  Bastia (3)
- 1929  Bastia (4)
- 1930  Bastia (5)
- 1931  Bastia (6)
- 1932  Bastia (7)
- 1933  CA Bastia (5)
- 1934  Ajaccio (3)
- 1935  Bastia (8)
- 1936  Bastia (9)
- 1937  Gazélec Ajaccio (1)
- 1938  Gazélec Ajaccio (2)
- 1939  Ajaccio (4)
- 1940 Nessun campionato
- 1941 Nessun campionato
- 1942  Bastia (10)

- 1943  Bastia (11)
- 1944 Nessun campionato
- 1945 Nessun campionato
- 1946  Bastia (12)
- 1947  Bastia (13)
- 1948  Ajaccio (5)
- 1949  Bastia (14)
- 1950  Ajaccio (6)
- 1951  FCC Bastia (1)
- 1952  FCC Bastia (2)
- 1953  FCC Bastia (3)
- 1954  FCC Bastia (4)
- 1955  Ajaccio (7)
- 1956  Gazélec Ajaccio (3)
- 1957  Gazélec Ajaccio (4)
- 1958  FCC Bastia (5)
- 1959  Bastia (15)
- 1960  FCC Bastia (6)
- 1961  Gazélec Ajaccio (5)
- 1962  Bastia (16)
- 1963  Bastia (17)
- 1964  Ajaccio (8)
- 1965  Gazélec Ajaccio (6)
- 1966 Nessun campionato

- 1967  Bastia* (17)
- 1968  Bastia* (18)
- 1969  Corte (1)
- 1970  Bastia* (19)
- 1971  Bastia* (20)
- 1972  CA Bastia (6)
- 1973  Porto Vecchio (1)
- 1974  ÉF Bastia (1)
- 1975  CA Bastia (7)
- 1976  Gazélec Ajaccio* (7)
- 1977  CA Bastia (8)
- 1978  Olympique d'Ajaccio (1)
- 1979  Corte (2)
- 1980  ÉF Bastia (2)
- 1981  Olympique d'Ajaccio (2)
- 1982  ÉF Bastia (3)
- 1983  Corte (3)
- 1984  FAIRM Ile-Rousse Monticello (1)
- 1985  FAIRM Ile-Rousse Monticello (2)
- 1986 Nessun campionato
- 1987  FAIRM Ile-Rousse Monticello (3)
- 1988  CA Bastia (9)
- 1989  EO Cervione (1)

- 1990  Furiani-Agliani (1)
- 1991  Corte (4)
- 1992 Nessun campionato
- 1993  Olympique d'Ajaccio (3)
- 1994  Ajaccio (9)
- 1995  Calvi (1)
- 1996  Borgo FC (1)
- 1997  CA Bastia (10)
- 1998  ES Cervione-Moriani (2)
- 1999  Corte (5)
- 2000  ÉF Bastia (4)
- 2001  CA Bastia (11)
- 2002  Corte (6)
- 2003  RC du Centre (1)
- 2004  Corte (7)
- 2005  Gazélec Ajaccio* (8)
- 2006  Porto Vecchio (2)
- 2007  Bastelicaccia (1)
- 2008  Ajaccio* (10)
- 2009  Calvi (2)
- 2010  Borgo FC (2)
- 2011  Ajaccio* (11)
- 2012  Borgo FC (3)
- 2013  FAIRM Ile-Rousse Monticello (4)

- Squadre Riserva (*)

## Palmarès della Coppa di Corsica
- 1928  Bastia (1)
- 1929  Bastia (2)
- 1930  Bastia (3)
- 1931  Bastia (4)
- 1932  Bastia (5)
- 1933  Gazélec Ajaccio (1)
- 1934  Ajaccio (1)
- 1935  Ajaccio (2)
- 1936  Bastia (6)
- 1937  Gazélec Ajaccio (2)
- 1938  Gazélec Ajaccio (3)
- 1939  Gazélec Ajaccio (4)
- 1940 Non disputata
- 1941  Gazélec Ajaccio (5)
- 1942  Gazélec Ajaccio (6)
- 1943  Bastia (7)
- 1944 Non disputata
- 1945 Non disputata
- 1946  Bastia (8)
- 1947  Gazélec Ajaccio (7)
- 1948  Gazélec Ajaccio (8)
- 1949  Corte (1)
- 1950  Ajaccio (3)

- 1951  Bastia (9)
- 1952  CA Bastia (1)
- 1953  Gazélec Ajaccio (9)
- 1954  Bastia (10)
- 1955  Ajaccio (4)
- 1956  ÉF Bastia (1)
- 1957  Olympique d'Ajaccio (1)
- 1958  Bastia (11)
- 1959  Bastia (12)
- 1960  Bastia (13)
- 1961  Ajaccio (5)
- 1962  Bastia (14)
- 1963  Gazélec Ajaccio (10)
- 1964  Bastia* (15)
- 1965  Bastia* (16)
- 1966  Bastia* (17)
- 1967  Gazélec Ajaccio (11)
- 1968  Bastia* (18)
- 1969  Gazélec Ajaccio (12)
- 1970  Bastia* (19)
- 1971  Stade Bastia (1)
- 1972  Porto Vecchio (1)
- 1973  CA Bastia (2)

- 1974  Gazélec Ajaccio (13)
- 1975  AS Moriani Plage (1)
- 1976  CA Bastia (3)
- 1977  ÉF Bastia (2)
- 1978  ÉF Bastia (3)
- 1979  ÉF Bastia (4)
- 1980  Corte (2)
- 1981  Corte (3)
- 1982  ÉF Bastia (5)
- 1984  Corte (4)
- 1985  FAIRM Ile-Rousse Monticello (1)
- 1986  FAIRM Ile-Rousse Monticello (2)
- 1987  FAIRM Ile-Rousse Monticello (3)
- 1988  Bastia* (20)
- 1989  Gazélec Ajaccio (14)
- 1990  CA Bastia (4)
- 1991  Furiani-Agliani (1)
- 1992 Nessuna competizione
- 1993  Gazélec Ajaccio (15)
- 1994  Sartène (1)

- 1995  Corte (5)
- 1996  Propriano (1)
- 1997  SCO Ajaccio (1)
- 1998  ES Cervione-Moriani (1)
- 1999  CA Bastia (5)
- 2000  Borgo FC (1)
- 2001  ÉF Bastia (6)
- 2002  ÉF Bastia (7)
- 2003  CA Bastia (6)
- 2004  ÉF Bastia (8)
- 2005  Corte (6)
- 2006  Corte (7)
- 2007  Bastia* (21)
- 2008  CA Bastia (7)
- 2009  CA Bastia (8)
- 2010  Borgo FC (2)
- 2011  Calvi (1)
- 2012  Calvi (2)
- 2015  Borgo FC (3)

## Amministrazione della lega

### Servizi amministrativi
- Ange Paolacci  (Direttore amministrativo)
- Marie Ange Olmetta (Contabile)

### Servizi Tecnici
- Paul Gérard Savelli (Consigliere tecnico regionale)
- Antoine Pireddu
- Nicolas Gagliarda